# Мексиканські хроніки. Історія однієї мрії
«Мексиканські хроніки. Історія однієї мрії» (також знаний як «Мексиканські хроніки») — роман українського письменника Максима Кідрука; вперше вийшов у видавництві «Нора-Друк» 2009 року.
| Є одна цікава штука про життя: коли ви відмовляєтесь приймати ніщо інше, тільки найкраще, дуже часто саме його і отримуєте. Вільям Сомерсет Моем Великими ми зростаємо в мріях. Усі великі люди - мрійники. Вони бачать речі крізь імлистий серпанок весняного дня або ж у червоних відблисках вогню довгого зимового вечора. Хтось із нас дозволяє цим мріям загинути, однак інші плекають та захищають їх, викохують у найтяжчі часи, допоки вони не приведуть до сонця та світла, котре завше осяює тих, хто щиро вірить: мрії збуваються.Вудро Вільсон, 28-й президент США …якщо не мрієш, то час стоїть на місці. Орхан Памук |

## Опис книги
Є мрії прості та буденні. Є мрії химерні та незвичайні. Останні, як правило, дуже рідко і лише завдяки чималим зусиллям стають реальністю. Ця книга, що ви тримаєте в руках, про одну з таких мрій на ім'я Мексика.
Утім це не звичайна історія про далеку латиноамериканську країну. Це не туристичний путівник чи збірка порад для самотніх мандрівців. Ця розповідь — про велику Мрію, зухвалу та абсурдну, яка, на перший погляд, здавалась нездійсненною, але яка врешті-решт, завдяки безладній суміші віри та впертості, втілилась у життя. «Мексиканські хроніки» — захоплююча розповідь про те, як молодий українець, йдучи за безумним покликом серця, рвонув на інший континент за дванадцять тисяч кілометрів від дому і наодинці пройшов Мексиканські Сполучені Штати від Тихого океану на заході до Карибського моря на сході.
|                 | Хто я такий? Ніхто. Такий собі шкет з України… Ви спитаєте: що молодий шкет з України робить у мексиканських джунглях? Я… я навіть не знаю. У той момент я сам не раз питав себе, що в дідька я там роблю? |
| — Максим Кідрук | |

|                 | Однак я хочу, щоб ви відразу зрозуміли, що це не звичайна книга про Мексику, не туристичний довідник, не збірка порад для самостійних мандрівців і навіть на життєпис. Це не розповідь про те, як якийсь хлоп з України, йдучи за безумним покликом серця, одного спекотного літа рвонув на інший континент за дванадцять тисяч кілометрів від дому і перетнув Estados Unidos Mexicanos від західного до східного узбережжя. Зовсім ні… Це історія про зухвалу та абсурдну Мрію, яка завдяки безладній суміші віри та впертості, подекуди рясно приправлених справжнім безумством, урешті-решт втілилась у життя. |
| — Максим Кідрук | |

## Рецензії
- Ірина Ілюшина. Мексиканські хроніки // Корреспондент № 8, 5 березня 2010. — Процитовано 9 січня 2013 (рос.)
- Максим Кідрук. Мексиканські хроніки на сайті «Книголюб». — Процитовано 9 січня 2013 (укр.) (рос.)

## Нагороди
- 2009 — Коронація слова, ІІ премія[5]
- 2009 — Відкриття року (Книжковий супермаркет)[6]
- 2010 — Найкраща українська книга-2010, номінація Документалістика, 2-ге місце (Корреспондент)[7]

## Видання
- 2009 рік — видавництво «Нора-Друк».